# Ricciardo II Guidi di Bagno
Ricciardo II Guidi di Bagno (1362 – Mantova, ...) è stato un condottiero e politico italiano, fu il capostipite dei Guidi di Bagno del ramo di Mantova.

## Biografia
Era figlio del conte di Bagno Pietro (?-1363) di Ricciardo (?-1363), e di Francesca Guidi.
Perduto il padre nel 1363, passò sotto tutela dello zio Guido (?-1405), che lo educò all'odio contro la Repubblica di Firenze. Fu uomo d'armi al servizio di Bernabò Visconti fino nel 1389 e nel 1394 divenne podestà di Bologna e nel 1394 di Rimini. Fu al servizio del marchese Niccolò III d'Este contro Azzo X d'Este nel 1395, quindi si schierò coi fiorentini contro Gian Galeazzo Visconti. Nel 1401 abbandonò Firenze per servire di nuovo i Visconti: avuti soldati e cavalli, si recò a Bagno e da lì andò a depredare le terre del conte Piero di Porciano. Nel 1404 cercò di difendere Bagno dalla furia dei fiorentini, invocando l'aiuto dei milanesi che mai arrivò. Ricciardo si rifugiò a Cesena e di lui nulla si seppe sino al 1412, anno in cui Firenze revocò le condanne contro di lui, ma non la confisca dei beni. Nel 1413 venne eletto governatore di Assisi e quindi venne accolto alla corte dei Malatesta di Rimini, suoi parenti. Premortogli a Mantova il figlio Guido, Riccirdo si stabilì in quella città. Fu anche poeta ed amico Petrarca.

## Discendenza
Sposò in prime nozze Filippa Gonzaga, figlia di Guido II Gonzaga di Feltrino e in seconde nozze Onofria degli Uberti. Ebbe cinque figli:
- Roberto, uomo d'armi al servizio di Giacomo Attendolo
- Carlo, visse alla corte di Rimini dei Malatesta
- Guido (?-1431), uomo d'armi al servizio dei Gonzaga di Mantova; sposò Guglielma degli Atti
- Galeotto
- Pietro, uomo d'armi al servizio degli Estensi